# Koljane
 Koljane su naselje (selo) koje se nalazi 8 kilometara istočno od grada Vrlike.

## Zemljopisni položaj
Koljane se nalaze na padinama između planine Dinare i Perućkog jezera, na otprilike 500 metara nadmorske visine.
Sastoje se od sljedećih zaselaka:
- Bračev Dolac
- Brdo Koljansko
- Bukov Dolac
- Dragović
- Gornje Koljane
- Klenovci
- Ograde
- Podgradina
- Pometenik
- Privija
- Rastoka
- Vukov Dolac
- Vukovića Most

## Stanovništvo
Prezimena koja se pojavljuju u selu su: Babić, Bogovac, Bodrožić, Bokun, Denić, Garić, Gutić, Iglendža, Jerkan, Kalinić, Katić, Kovačević, Krkobabić, Marčetić, Marinko, Marjanović, Miljković, Stričević, Tadić, Tutuš, Vučenović i Perković. Dio ovih prezimena je trajno nestao iz naselja zbog drastičnog pada broja stanovnika tijekom vremena uzrokovano ratom i prometnom izoliranosti naselja te beznađa iz gospodarske perspektive. Stanovništvo je prije Domovinskog rata bilo uglavnom srpsko po narodnosti, čak do 90% ukupnog stanovništva ali je rat prouzrokovao iseljavanje tog dijela stanovništva gotovo u potpunosti.
| broj stanovnika | 1275  | 1370  | 1333  | 1599  | 1821  | 2028  | 2095  | 1918  | 1379  | 1391  | 479   | 378   | 292   | 285   | 24    | 21    | 21    |
|                 | 1857. | 1869. | 1880. | 1890. | 1900. | 1910. | 1921. | 1931. | 1948. | 1953. | 1961. | 1971. | 1981. | 1991. | 2001. | 2011. | 2021. |

## Povijest
U NOB-u tijekom Drugog svjetskog rata sudjelovalo je 87 stanovnika.

### Arheološka zona
Arheološka zona Koljane je zaštićeno kulturno dobro.
Arheološka zona Koljane nalazi se oko 10 km jugoistočno od Vrlike, uz prometnicu 21 236 Vrlika – Ježević – Dabar – Bitelić - Sinj, na obalama i u podvodnom dijelu akumulacijskog jezera Peruća. Jezero je nastalo 1958. g. podizanjem brane na rijeci Cetini za potrebe Hidroelektrane „Peruća“. Na sjeveroistočnoj strani sela Koljane, iznad eponimnog zaselka nalazi se Bodrožića gradina (kota 411). Gradina je podignuta na dominantnom strateškom položaju odakle se moglo nadzirati šire područje gornjeg toka rijeke Cetine. Gradina je velikih dimenzija oko 340 x 110 m s ovalnim zaravljenim platoom na vrhu. Na gradini su pronađeni ulomci prapovijesne keramike (pohranjeni u Muzeju Cetinske krajine u Sinju) i kamena sjekira (pohranjena u Arheološkom muzeju u Splitu). Prema podatcima don Frane Bulića na gradini su pronađeni i antički kameni ulomci (natpisi, urne, reljefi) koji su kasnije ugrađeni u kuće u Gornjim i Donjim Koljanima. Jugoistočno od Bodrožića gradine, na visoravni Podi nalazi se veći broj prapovijesnih kamenih gomila koje su najvjerojatnije pripadale ovom gradinskom naselju. Na istočnim padinama Bodrožića gradine, na položaju Reljina ograda ubicira se castellum Herona, jedno od najvećih antičkih naselja na području gornjeg toka Cetine. Na površini veličine oko 400 x 250 m vide se ostatci građevina i ulica antičkog naselja. Prema navodima don F. Bulića i C. Patcha na ovom položaju otkriveni su brojni ostatci atičke materijalne kulture, posebice nadgrobni i zavjetni natpisi, te novac (dio nalaza je pohranjen u Arheološkom muzeju u Splitu i u Muzeju hrvatskih arheoloških spomenika u Splitu). Zapadno od gradine i zaselka Bodrožići, na brežuljku s polukružnom kamenom gomilom složenom na vrhu, nalazi se lokalitet Crkvina. Dvije trećine ovog brežuljka danas se nalazi pod vodom akumulacijskog jezera Peruća. Riječ je o jednom od najznačajnijih arheoloških lokaliteta iz vremena ranosrednjovjekovne hrvatske države. Tijekom višegodišnjih arheoloških istraživanja otkrivena je predromanička trobrodna crkva iz 9. stoljeća s trima upisanim apsidama i naknadno dozidanim zvonikom na zapadnom pročelju. Iz crkve potječu bogato ukrašeni ulomci kamenog liturgijskog namještaja (pohranjeni i izloženi u Muzeju Hrvatskih arheoloških spomenika). Svakako valja istaknuti gotovo u cijelosti sačuvanu, pleternom ornamentikom ukrašenu, oltarnu pregradu i slično dekorirani portal crkve, koje je izradio jedan od najkvalitetnijih klesara iz prve polovice 9. st. u Hrvatskoj poznat kao „Majstor koljanskog pluteja“. Oko predromaničke crkve formiralo se veliko srednjovjekovno groblje koje se na temelju grobnih nalaza (luksuzni ženski nakit i dijelovi konjaničke opreme) može datirati od 9. do 15. stoljeća. Osobito je važan horizont s ukopima iz 9. stoljeća koji je potvrđen nalazima dva para masivnih brončanih ostruga s garniturom za zakopčavanje i jedan par željeznih ostruga karolinškog tipa te pozlaćene sljepoočničarke s jednom jagodom. Prema ovim nalazima može se zaključiti da su se kod predromaničke crkve ukapali pripadnici najvišeg društvenog sloja slično kao i na groblju Crkvini u Biskupiji. U prilog promišljanja da se na širem području Koljana nalazilo jedno od značajnih središta Hrvatske Kneževine svjedoči i obližnje, vremenski nešto starije, groblje kod Vukovića mosta (sada potopljeno vodom akumulacijskog jezera Peruća) s kojeg potječu nalazi ranokarolinškog oružja i konjaničke opreme (dva mača, ostruge i dvije pojasne garniture). Oko predromaničke crkve formiralo se veliko srednjovjekovno groblje koje se na temelju grobnih nalaza (luksuzni ženski nakit i dijelovi konjaničke opreme) može datirati od 9. do 15. stoljeća. Osobito je važan horizont s ukopima iz 9. stoljeća koji je potvrđen nalazima dva para masivnih brončanih ostruga s garniturom za zakopčavanje i jedan par željeznih ostruga karolinškog tipa te pozlaćene sljepoočničarke s jednom jagodom. Prema ovim nalazima može se zaključiti da su se kod predromaničke crkve ukapali pripadnici najvišeg društvenog sloja slično kao i na groblju Crkvini u Biskupiji. U prilog promišljanja da se na širem području Koljana nalazilo jedno od značajnih središta Hrvatske Kneževine svjedoči i obližnje, vremenski nešto starije, groblje kod Vukovića mosta (sada potopljeno vodom akumulacijskog jezera Peruća) s kojeg potječu nalazi ranokarolinškog oružja i konjaničke opreme (dva mača, ostruge i dvije pojasne garniture). Veliko srednjovjekovno groblje na lokalitetu Crkvina nikada nije bilo u potpunosti istraženo, stoga stručnjaci MHAS provode od 2007.g. zaštitna revizijska arheološka istraživanja. Novijim arheološkim istraživanjima otkriveno je 80 kasnosrednovjekovnih grobova. Grobovi pripadaju razdoblju kasnog srednjeg vijeka, o čemu svjedoče nalazi luksuznog srebrnog i pozlaćenog nakita (naušnice s trima jagodama, naroskane naušnice, karičice s koljencima, prstenje). Osobito je zanimljiv skupni nalaz novca ispod zdjelice pokojnika u jednom od grobova (ukupno 9, svi iz sredine i druge polovine 14. st), koji jasno vremenski opredjeljuju istraženi segment groblja na Crkvini. U podvodnom dijelu arheološke zone Koljane, na području negdašnjeg pravoslavnog groblja, sjeverozapadno od Vukovića mosta ubicirano je kasnosrednjovjekovno groblje sa stećcima i ostatci ranokršćanske crkve. Arheološka zona Koljane vrlo je kompleksno arheološko nalazište s kontinuitetom naseljenosti od prapovijesti, antike i srednjega vijeka do danas, te je jedno od najznačajnijih arheoloških nalazišta na području Cetinske krajine i šireg srednjodalmatinskog zaleđa.
Pod oznakom Z-6020 zavedena je kao nepokretno kulturno dobro - kulturno-povijesna cjelina, pravna statusa zaštićena kulturnog dobra, klasificirano kao "arheološka baština".

## Zanimljivosti
Na lokaciji Vinogradi u zaselku Dragović se nalazi istoimeni manastir koji je sagrađen poslije izgradnje brane Peruća 1958. godine i potapanja starog manastira iz 1777. godine a koji je slijednik još starijeg rimokatoličkog samostana koji je datirao iz 1395. godine koji je također izmješten zbog trusnosti terena na kojem je sagrađen.

## Gospodarstvo
Preostalo stanovništvo naselja Koljane bavi se uzgojem ovaca i krava te poljoprivredom za vlastite potrebe.